# Дрожжин, Михаил Петрович
Михаил Петрович Дрожжин (1915—1981) — старшина Рабоче-крестьянской Красной Армии, участник Великой Отечественной войны, Герой Советского Союза (1945).

## Биография
Михаил Дрожжин родился 1 ноября 1915 года в селе Верхняя Тойда (ныне — Аннинский район Воронежской области) в семье крестьянина. В 1928 году окончил сельскую школу, после чего работал в колхозе. В 1937 году Дрожжин был призван на службу в Рабоче-крестьянскую Красную Армию. Участвовал в советско-финской войне, в 1940 году был демобилизован. Проживал в Архангельской области, работал в местных подразделениях НКВД СССР. В 1941 году Дрожжин был повторно призван в армию. С мая 1943 года — на фронтах Великой Отечественной войны. Участвовал в боях на Западном, Белорусском, 2-м и 1-м Белорусских, 3-м и 1-м Прибалтийских фронтах. В боях четыре раза был ранен и контужен. К апрелю 1945 года гвардии сержант Михаил Дрожжин командовал отделением 37-го гвардейского стрелкового полка 12-й гвардейской стрелковой дивизии 61-й армии 1-го Белорусского фронта. Отличился во время форсирования Одера.
В ночь с 16 на 17 апреля 1945 года Дрожжин вместе со своим отделением переправился через Одер и ворвался в траншею противника, гранатами уничтожив два пулемётных расчёта. За последующий день отделение отразило шесть немецких контратак. В бою он получил тяжёлое ранение, но остался в строю и продолжал сражаться до подхода основных сил.
Указом Президиума Верховного Совета СССР от 31 мая 1945 года за «образцовое выполнение задания командования, мужество и героизм, проявленные при форсировании реки Одер» гвардии сержант Михаил Дрожжин был удостоен высокого звания Героя Советского Союза с вручением ордена Ленина и медали «Золотая Звезда» за номером 5256.
В 1945 году в звании гвардии старшины Дрожжин был демобилизован. Проживал и работал в Воронеже, позднее переехал в родное село. Умер 1 апреля 1981 года.
Был также награждён орденом Красного Знамени и рядом медалей.
В честь Дрожжина названа улица в Верхней Тойде.